# 林家今丸
林家 今丸（はやしや いままる、1942年4月3日 - ）は紙工芸家(寄席紙切り)、演芸家。本名：坂井 貞之。東京都新宿区生まれ。落語芸術協会所属。父は柳家三太楼。出囃子は『ぎっちょんちょん』。
紙切り一筋に60年のキャリア。海外にも取材し海外公演も多い。国内では寄席を中心に活躍し、個展も開くなど幅広い活躍を続ける。日本の伝統的な風物のみならず海外の風物、シルエットも得意とする。

## 略歴
- 1960年 - 初代林家正楽に入門。林家正枝を名乗る。
- 1966年 - 正楽没後五代目古今亭今輔の門下となり、林家今丸と改名。

## 人物
語学が堪能で海外公演の実績が多数ある。
- 1968年から70年にかけてインド・韓国・ヨーロッパ・北アフリカを取材。
- 1975年から84年、イタリア・フランスに滞在しながら各地を取材。たびたび各地にて作品展を催す。
- 1979 人形町寄席にて芸術祭賞受賞
- 1985年から89年、ブラジル・アルゼンチン・ハワイ・中国・シンガポールにおいて公演。
- 「週刊読売」の時事批評「ブラックorホワイト」にて切り絵連載。
- また、アメリカ取材と公演、シンガポール・カナダにて公演を行う。
- 1999年、中南米（ニカラグア・ボリビア・チリ・キューバ）にて公演。
- 2006年、パリ日本文化会館公演。
- 2009年、日メコン交流年を記念しての日本伝統芸能紹介公演に出演。
- 2010年　TEDxTokyo  2010 に参加出演[1]
- 2011年、中近東諸国で公演。英国公演(ロンドン大学、ケンブリッジ大学、Roding Valley High School 他。
- 2015年、韓国公演。
- 同年　  　TEDxTokyo　2015に参加出演
- 2017年、カナダ「オタワ日本祭り」及びモントリオール、トロントにて公演。
- 2018年、東京都主催「江戸東京きらりプロジェクト」（江戸東京の伝統の技や老舗の産品等の価値と魅力を国内外や訪日外国人に発信し、伝統の技の継承実現を目指すとともに、東京オリンピック、パラリンピックの広報寄与する活動）の一環として、日本橋・うぶけや製の「鋏」を使用し、10月29から11月3日までパリ公演。「パレ ブロンニャール(旧 証券取引所)」、「 Les Halles 」での公演。さらに「アトリエ ブラマントー」では公演だけでなく、ワークショップも同時開催した。
- 外務省「文化人・団体推薦リスト」に掲載登録。
- 2019年、国際交流基金にて、カナダ：トロント障害児病院、ヨーク大学、モミジ・ケアーセンター、日加文化会館で公演。
- 2020年、政府海外広報 Hilighting Japan 3月号の冊子及び電子書籍版、PDF版、HTM版に掲載される。

## 弟子
- 林家花
- 鈴木エリザベータ（林家今寿）
- 林家喜之輔（三遊亭右左喜の子息）